# Język ibanag
Język ibanag, także: ibanac, ybanag, ybanac – język austronezyjski z grupy języków filipińskich, używany przez 277 tys. osób zamieszkujących północne Filipiny, zwłaszcza prowincje Isabela i Cagayan.
Dzieli się na dwa dialekty: północny i południowy.
Jest zapisywany alfabetem łacińskim. W tym języku wydano Nowy Testament.